# Aspidoproctus vuilleti
Aspidoproctus vuilleti är en insektsart som först beskrevs av Albert Vayssière 1913.  Aspidoproctus vuilleti ingår i släktet Aspidoproctus och familjen pärlsköldlöss.
Artens utbredningsområde är Niger. Inga underarter finns listade i Catalogue of Life.